# Neutrinová astronomie
Neutrinová astronomie je odvětví astronomie zabývající a zkoumající astronomické objekty pomocí neutrinových detektorů ve specializovaných observatořích. Jaderné reakce uvnitř hvězd a exploze supernov produkují obrovská množství neutrin, z nichž jen velmi malé množství může být odhaleno pomocí tzv. neutrinových teleskopů. Hlavní motivací neutrinové astronomie je možnost pozorovat procesy, které jsou běžným optickým teleskopům nedostupné jako např. sluneční jádro.
Neutrinová astronomie je stále v rané fázi svého vývoje a jako jediné doposud potvrzené mimozemské zdroje neutrin byly potvrzeny Slunce a supernova SN 1987A.

## Možnosti pozorování

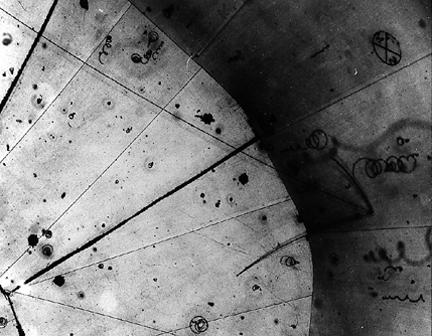
První pozorování neutrina dne 13. 11. 1970 - kolize s protonem.
Ke srážce došlo v pravé části fotografie, odkud vychází tři tmavé čáry.

Neutrina reagují pouze velmi málo s hmotou tvořící vesmír. Obrovský tok solárních neutrin proudících skrz Zemi dostačuje pouze k produkci jedné interakce neutrina na 1036 atomů. Každá takováto interakce vyprodukuje pouze jeden přeměněný atom nebo jeden nabitý lepton. Pokud mělo neutrino dostatečnou energii, vzniklý lepton se bude pohybovat rychleji než světlo v daném prostředí a vyzáří několik fotonů (tzv. Čerenkovovo záření). Druhá možnost umožňuje určit typ neutrina a přibližný směr, odkud letělo. Sledování neutrin proto vyžaduje velkou detekční hmotu společně s citlivým zesilovacím systémem.
Aby bylo vůbec možné takto slabé podněty sledovat a zachytit, je nutné potlačit veškeré rušivé „hluky z pozadí“ na minimální úroveň. Hlavním zdrojem tohoto šumu jsou spršky elementárních částic produkovaných kosmickým zářením dopadajícím na atmosféru a částicemi pocházejícími z radioaktivního rozpadu. K potlačení množství takového rušení částicemi musí být detektor neutrin stíněn velkým množstvím hmoty a proto jsou tato zařízení budována hluboko pod zemským povrchem nebo pod vodou. Pro správnou detekci je také nutno kontrolovat zdroje radioaktivních izotopů produkujících aktivní částice během svého rozpadu.
K zajištění užitného výsledku musí detektor poskytnout nejen informaci o proudu neutrin, ale i o jejich směru pohybu. I když existuje několik metod k detekci neutrin, většina z nich tuto informaci o směru pohybu neposkytuje. Jedná se především o detektory se slabým úhlovým rozlišením cca 1°. Ke zlepšení úhlového rozlišení může být použita větší skupina, popř. pole detektorů Čerenkovova záření.

### IceCube
Největší neutrinový detektor na světě se jmenuje IceCube. Nachází se poblíž jižního pólu a je umístěn v antarktickém kontinentálním ledovci o objemu 1 km3. Senzory Čerenkovova záření byly zapuštěny do ledu 86 vrty.

## Vědecké problémy s neutrinovou astronomií
- Problém solárních neutrin – Během zkoumání solárních neutrin bylo zjištěno, že počet detekovaných částic byl poloviční až třetinový než bylo předpovídáno pomocí modelu solárního jádra. Tento problém byl vyřešen po přezkoumání vlastností neutrin a porozumění limitům, jakými jsou tyto částice zachycovány.
- Kosmické neutrinové pozadí – (CNB) je radiační částicové pozadí tvořené neutriny jako pozůstatek Velkého třesku, během kterého došlo k formulaci hmoty – stáří vesmíru bylo cca 2 sekundy.
- Horká temná hmota – I když většina neutrin pochází z hvězdných jader a supernov, jsou také uvolňovány za velmi vysokých teplot/energie. Jelikož neutrina nereagují s hmotou na elektromagnetické úrovni, jsou považovány za temnou hmotu.
- Teplá temná hmota – také nazývána sterilní neutrina. Hypotetická sterilní neutrina pravděpodobně neexistují.[2]